# 6083 Джейніраблум
6083 Джейніраблум (6083 Janeirabloom) — астероїд головного поясу, відкритий 25 вересня 1984 року.
Тіссеранів параметр щодо Юпітера — 3,607.